# جنیفر لاو
جنیفر لاو (انگلیسی: Jennifer Luv؛ زاده ۱۰ اکتبر ۱۹۸۳) یک بازیگر پورنوگرافی اهل پرو است.